# Сражение у Биддулфсберга
Сражение у Биддулфсберга (англ. Battle of Biddulphsberg) — одно из сражений во время Второй англо-бурской войны. Британская дивизия генерал-лейтенанта Лесли Рандла, продвигавшаяся в направлении Бетлехема, была остановлена бурскими коммандос у холма Биддулфсберг и вынуждена отступить.

## Перед сражением
4 мая 1900 года британский главнокомандующий лорд Робертс поручил генерал-лейтенанту Лесли Рандла, командиру 8-й пехотной дивизии, расположенной в Таба-Нчу, предотвратить повторную оккупацию бурами юго-восточной части Свободного государства. Для выполнения этой задачи Рандл с 8000 человек должен был наступать на северо-восток.
26 мая, прибыв в Сенекал, Рандл получил от посыльного сообщение о том, что батальон подполковника Спрагге окружен бурами в Линдли и нуждается о поддержке. Лесли Рандл не счел возможным пройти шестьдесят пять километров до Линдли и решил отвлечь внимание буров от Спрагге, двигаясь по дороге на восток в сторону Бетлехема, о чем сообщил телеграммой. Буры, имевшие обыкновение прослушивать телеграф, прочитали ее и, соответственно, составили свой план обороны.
28 мая Лесли Рандл вышел из Сенекала с силами около 4000 человек и к ночи расположился на бивуак на берегу Санд-спрюйт. В это время на расстоянии десяти километров дальше на восток 400 буров с тремя орудиями, под общим командованием генерала А. И. де Вилье, развернулись полукругом на позициях на трех отдельных высотах: Платкоп, Тафельберг и Биддульфсберг (холм высотой 250 м).

## Сражение
29 мая рано утром британский командующий, решивший не попасть в расставленную перед ним ловушку, с основными силами стал обходить высоты с севера. Марш в девять километров привел его к северу от Биддульфсберга. Земля, по которой должны были пройти британские войска, была покрыта густыми зарослями высокой травы. Вдали поднимались высокие столбы дыма от сожженной травы, через которую вскоре должны были пройти солдаты.
Как только его передовые части подошли ближе, то попали под огонь двух бурских орудий. В 09:00 британцы открыли неэффективный артогонь по горе и по хутору, на что ответило орудие Круппа из близлежащего крааля. Через некоторое время подошли четыре орудия и открыли огонь с большей эффективностью. Бурские артиллеристы были вынуждены бросить свое орудие и укрыться за краалем.
Все это время бурские стрелки, расположившиеся на нижних склонах Биддульфсберга и в канавах на равнине к северу от горы, не подавали виду, но в 11 часов, как только британцы подошли к горе на 1 100 метров, пушка из крааля вновь открыла огонь, и буры начали стрелять со своих позиций. Пехотинцы попали под анфиладный огонь, поэтому не могли ни наступать, ни отступить.
К тому времени велд горел на большом пространстве. Сначала трава на равнине давала солдатам некоторую защиту, но вскоре стала причиной еще большей беды из-за изменившегося направления ветра. Солдаты были вынуждены бежать через пламя, которое поднялось на 1,8 метра в высоту. Стрельба буров усилилась, и потери начали расти. Многие солдаты были сильно обожжены, а раненые, лежавшие на земле, сгорали.
В 15:30 начался общий отход англичан. Именно на время отхода приходится большинство жертв. Самый смертоносный обстрел шел из канав. Артиллерия прикрывала отход, произведя 800 выстрелов. Увидев отступление британцев, Де Вилье с несколькими бойцами бросился вперед. Пуля попала ему в челюсть. Позже он умер от полученной раны.
Потери с английской стороны, согласно «Истории войны в Южной Африке», составили 185 человек, из них 47 убитых или умерших от ран (в том числе один офицер), 130 раненых и восемь пропавших без вести. Потери буров, напротив, были минимальными: двое бойцов были убиты или умерли от ран и трое ранены.